# Rhinophylla pumilio
Rhinophylla pumilio é uma espécie de morcego da família Phyllostomidae. Pode ser encontrada no Brasil, Bolívia, Peru, Equador, Colômbia, Venezuela, Guiana, Suriname e Guiana Francesa.

## Descrição
É um morcego relativamente pequeno. Adultos possuem apenas entre 4 to 6 cm (1,6 to 2,4 in) de comprimento cabeça-corpo, pesando apenas entre 7 to 14 g (0,25 to 0,49 oz). Em média, as fêmeas são ligeiramente maiores que os machos. A pele é geralmente monótona, sendo marrom ou marrom-avermelhada em todo o corpo, embora os pêlos individuais tenham raízes brancas. As orelhas são arredondadas e sem pêlos, com um trago relativamente pequeno e de cor marrom-rosada. Possuem uma folha nasal proeminente que, quando achatada, se estende facilmente à testa do animal.
As membranas das asas são azuis e contrastam com as partes ósseas da asa, que têm uma cor branca distinta. Eles se estendem até a base dos dedos dos pés, e o uropatágio atinge o meio da perna. Não há cauda, uma característica que distingue tal espécie.

## Distribuição e habitat
São encontrados em grande parte do norte da América do Sul a leste dos Andes, do norte da Bolívia, através do leste do Peru e do Equador, através da Amazônia e da Mata Atlântica do nordeste e sudeste do Brasil, e no sul da Colômbia e Venezuela, além de todas as Guianas. Quando encontrados, geralmente estão em grande número e optam por habitar floresta primitiva localizadas a abaixo de 1.400 m (4.600 ft), mas às vezes também são encontrados em habitats mais conturbados, incluindo plantações e pastagens, e em savana aberta.

## Biologia e comportamento
Trata-se de espécie exclusivamente herbívora, comendo uma grande variedade de frutas, incluindo imbé, mático, aráceas e figos. Ajudam a dispersar as sementes de algumas dessas frutas, que passam ilesas pelo trato digestivo, bem como foi observado que comem pólen de algumas plantas.
São noturnos, passando o dia em poleiros semelhantes a tendas construídos com folhas de filodendro e plantas semelhantes, normalmente entre 1,5 a 15 m acima do solo. Os poleiros são temporários pois morcegos movem-se a cada poucos dias, sendo encontrados em pequenos grupos, ocupados por um único macho e até três fêmeas. São mais ativos imediatamente após o anoitecer e antes do amanhecer. Ademais, uma fêmea dá à luz a um único filhote.